# Course de côte de Château-Thierry

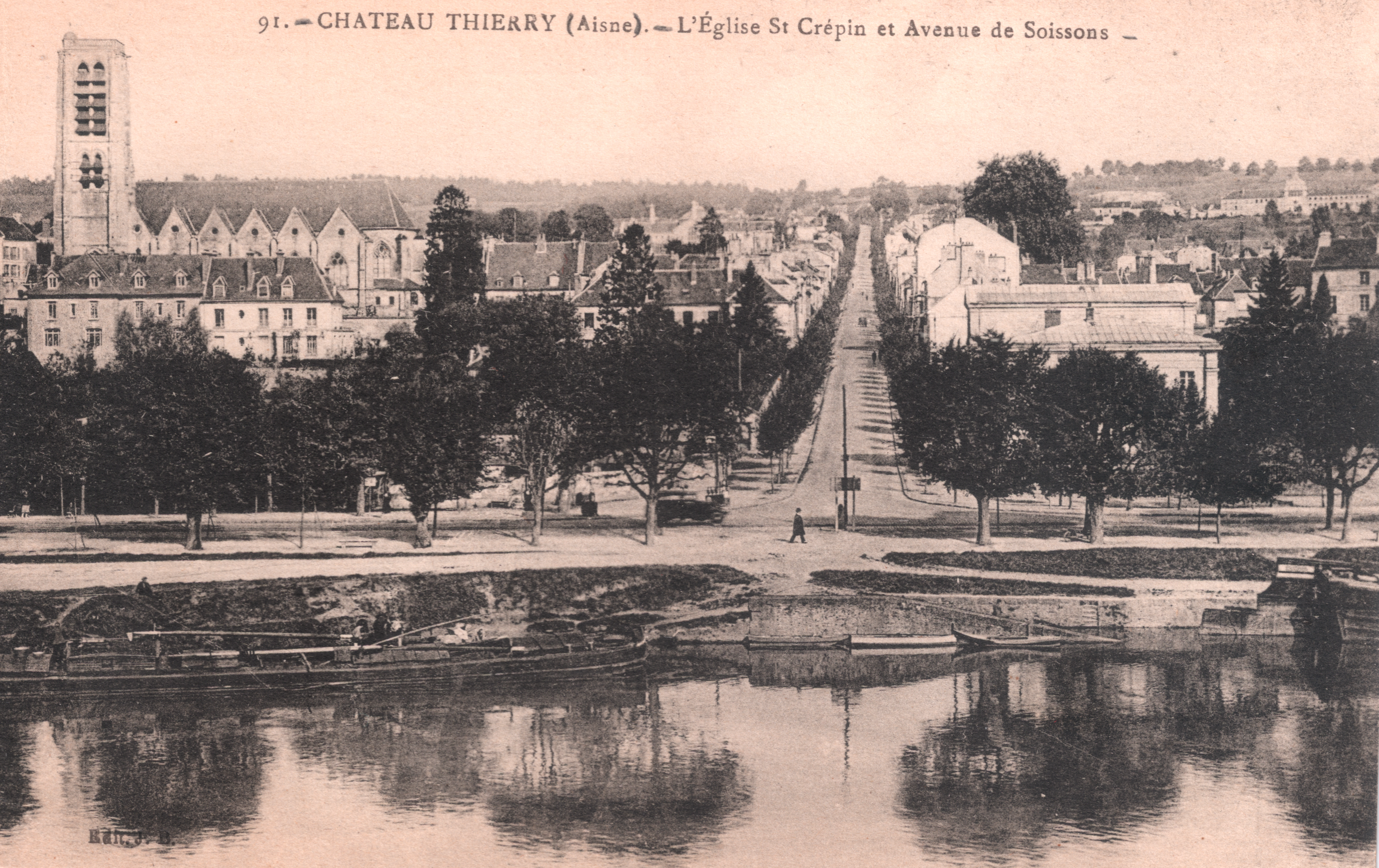
L'Avenue de Soissons à Château-Thierry, lieu de la course.

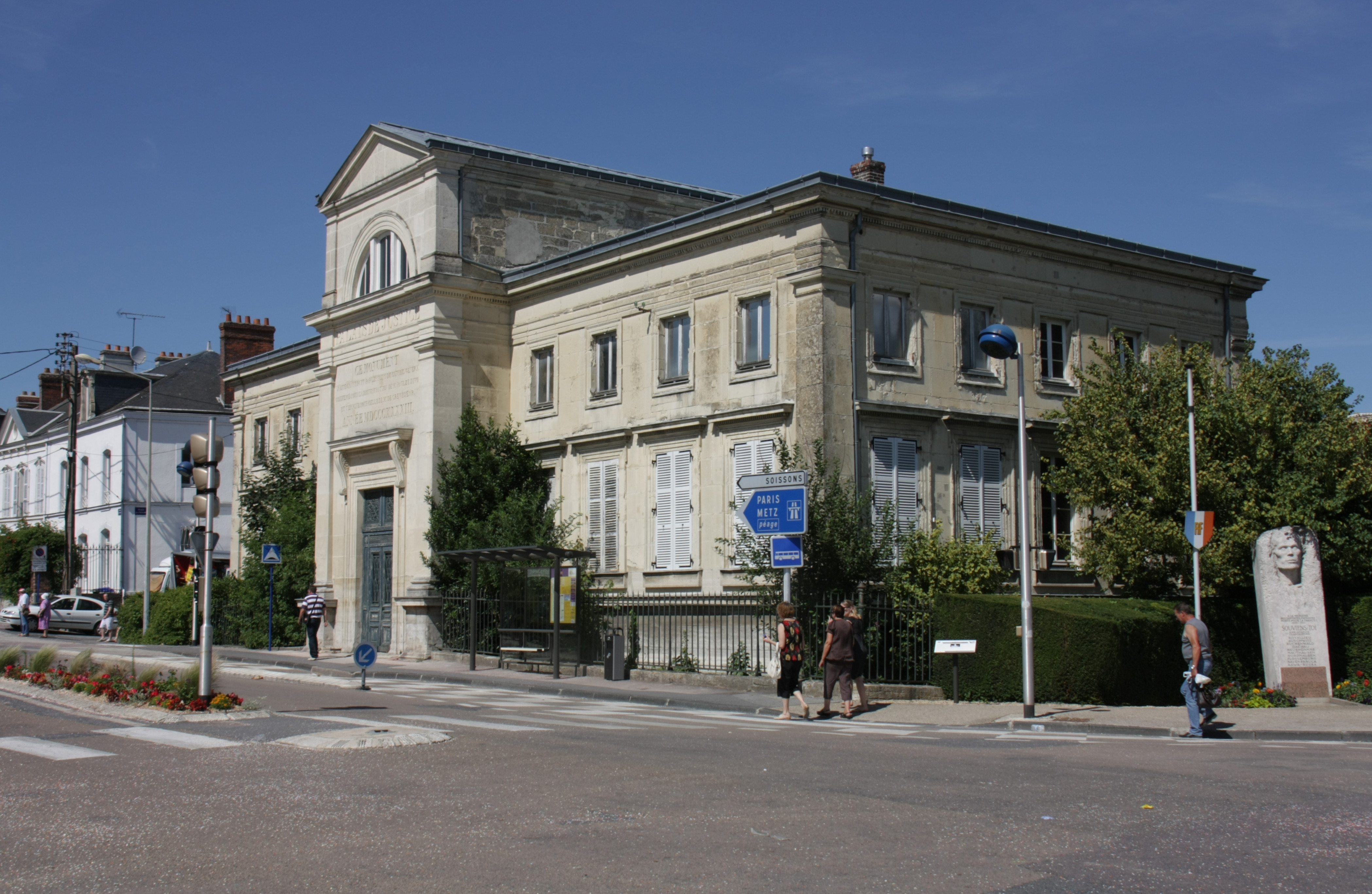
La ligne de départ était située devant le Palais de Justice de Château-Thierry, sur l'avenue de Soissons.

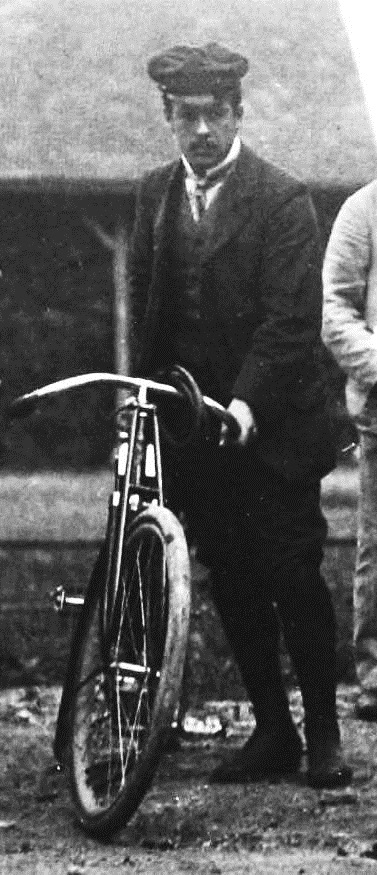
Joseph Collomb vainqueur à Château-Thierry en 1903 sur motocyclette Peugeot.

La Course de côte de Château-Thierry était une compétition automobile disputée non loin de Reims, au début de l'automne jusqu'en 1908, puis en avril à partir de 1924, ce jusqu'à sa disparition. 
Conçue pour automobiles et motocyclettes, elle fut organisée par le journal parisien L'Auto. 

## Histoire
Disputée en plein cœur du centre ville, elle empruntait une partie de l'actuelle avenue de Soissons.
Elle fut arrêtée en 1936 à la suite d'un accident tragique la saison précédente, entraînant la mort de 8 spectateurs et faisant 21 blessés graves. Un pilote Bugatti en pleine action, à plus de 150 km/h, perdit alors le contrôle de son bolide pour foncer dans la foule. Joseph Cattanéo décéda alors, sur Bugatti 1,5 l.
Toutes les épreuves furent disputées sur un parcours d'un kilomètres exactement, sauf en 1907 (1,609 km) et en 1923 pour la reprise (demi-kilomètre). 
Robert Benoist détient le meilleur temps au kilomètre d'ascension, qu'il établit lors de la dernière édition, en 30 s 4. Il est le seul à avoir remporté la course à deux reprises (à dix ans d'écart) avec Michel Doré (quant à lui deux fois consécutivement).
Elle a donné lieu à une commémoration en montée Historique au mois de septembre 2012 en réunissant alors plus de 80 participants, ce type d’événement vintage ayant débuté en 2008.

## Palmarès
| 1902      | Fernand Gabriel                         | Mors 60 hp              |                         |                         |
| 1903      | Louis Rigolly                           | Gobron-Brillié 100 hp   |                         |                         |
| 1904      | Marquis de Lareinty-Tholozan            | Mercedes                |                         |                         |
| 1905      | Clifford Earp                           | Napier                  |                         |                         |
| 1906      | Non couru                               | Non couru               | Non couru               | Non couru               |
| 1907      | Jean Jespers                            | Pipe                    |                         |                         |
| 1908      | Carl Jörns                              | Opel 34/65 hp           |                         |                         |
| 1909-1922 | Disparition transitoire                 | Disparition transitoire | Disparition transitoire | Disparition transitoire |
| 1923      | Robert Sénéchal                         | Sénéchal                |                         |                         |
| 1924      | René Thomas                             | Delage DH               |                         |                         |
| 1925      | Robert Benoist                          | Delage DH               |                         |                         |
| 1926      | Hervé Chandon de Briailles              | Bugatti Type 35         |                         |                         |
| 1927      | Michel Doré                             | Corre La Licorne        |                         |                         |
| 1928      | Michel Doré                             | Corre La Licorne        |                         |                         |
| 1929      | Non courue                              | Non courue              | Non courue              | Non courue              |
| 1930      | Marcel Dhôme                            | Morgan.                 |                         |                         |
| 1931      | Charles Brunet                          | Bugatti                 |                         |                         |
| 1932      | Charles Druck                           | Bugatti                 |                         |                         |
| 1933      | Guy Bouriat                             | Bugatti Type 51         |                         |                         |
| 1934      | Armand Girod et Marcel Jacob (ex-æquos) | Salmson Bugatti         |                         |                         |
| 1935      | Robert Benoist                          | Bugatti Type 53         |                         |                         |

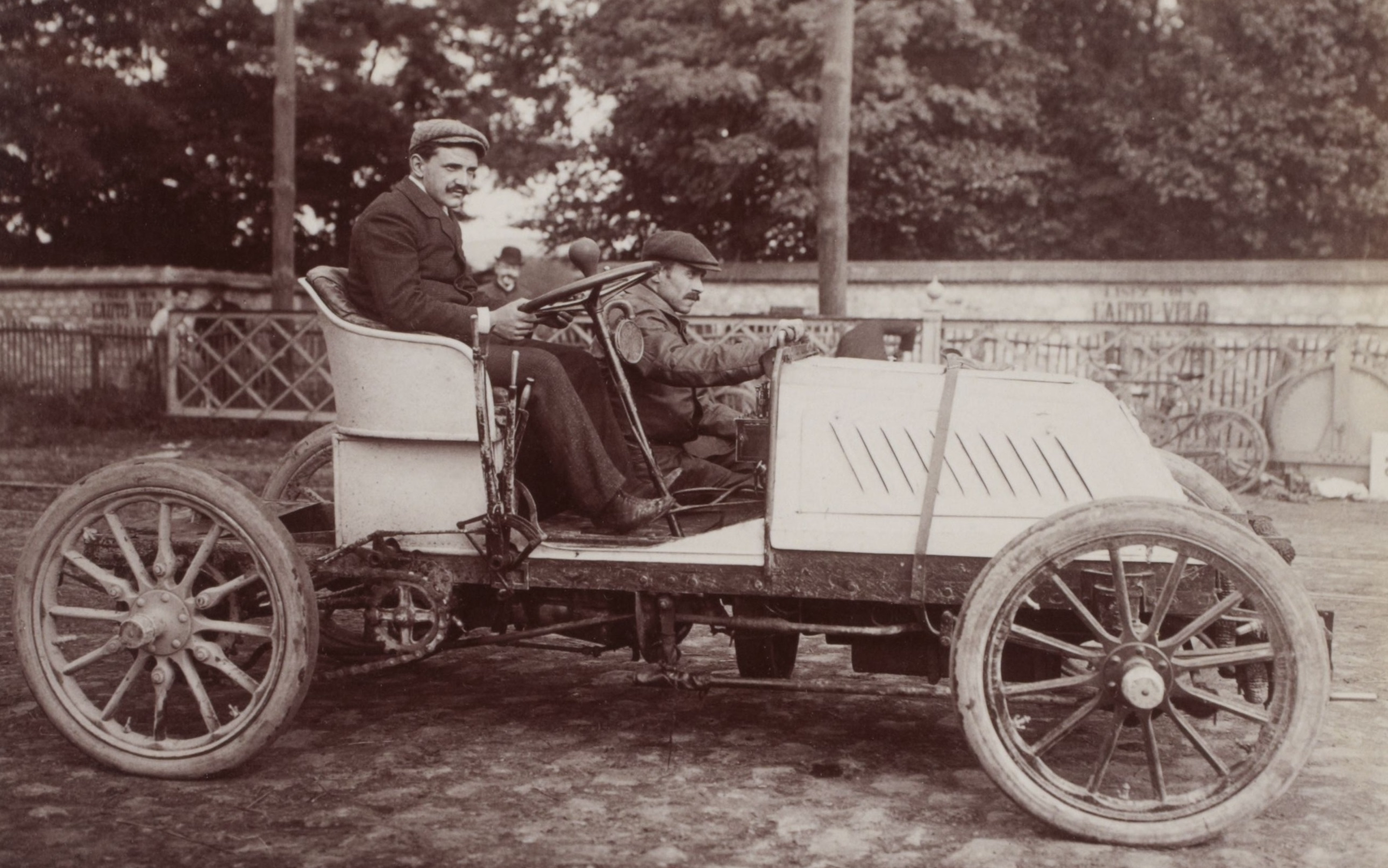
Fernand Gabriel vainqueur de la côte sur Mors I 60 hp en 1902.
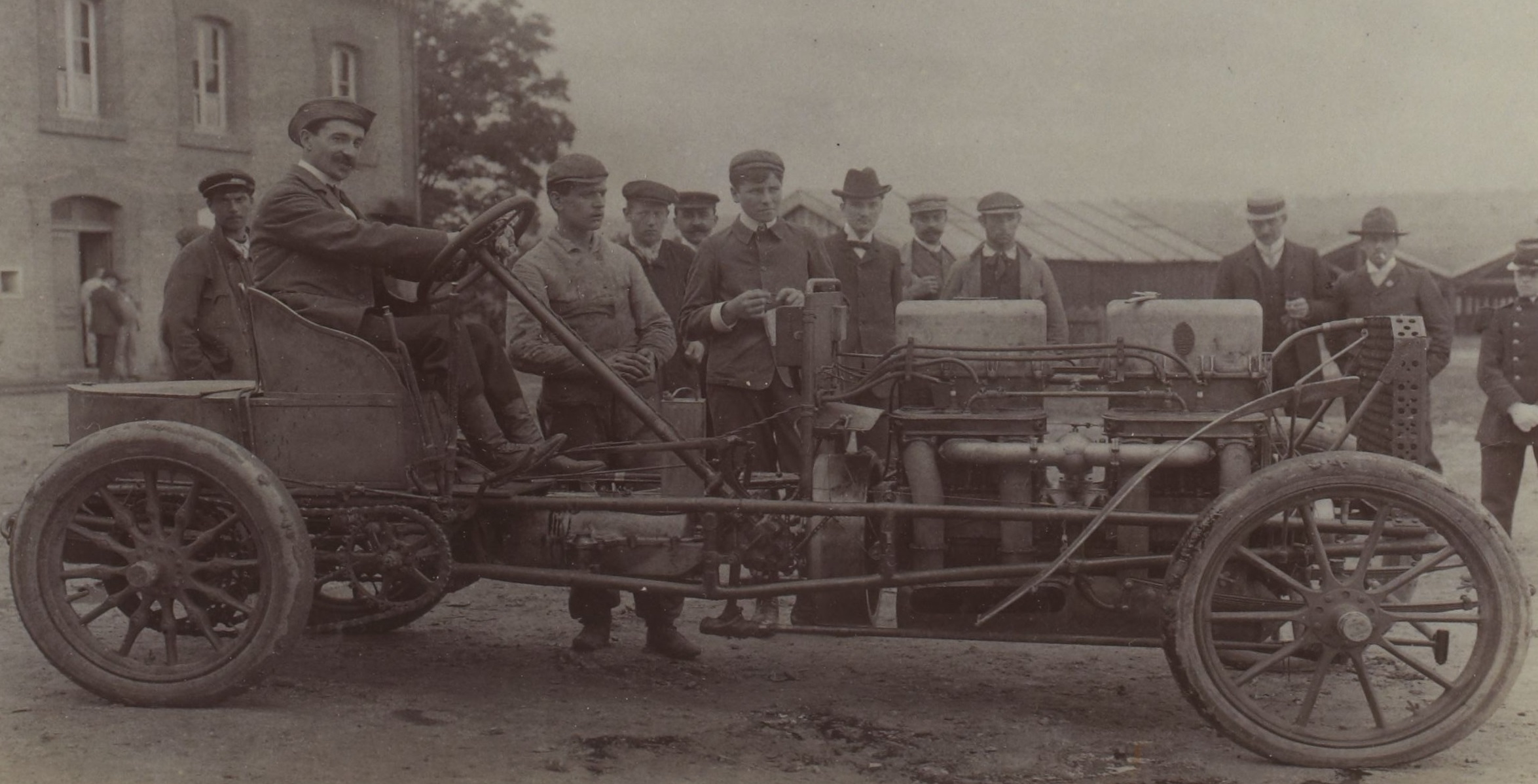
Louis Rigolly vainqueur de la côte sur Gobron-Brillié 100 hp en 1903.
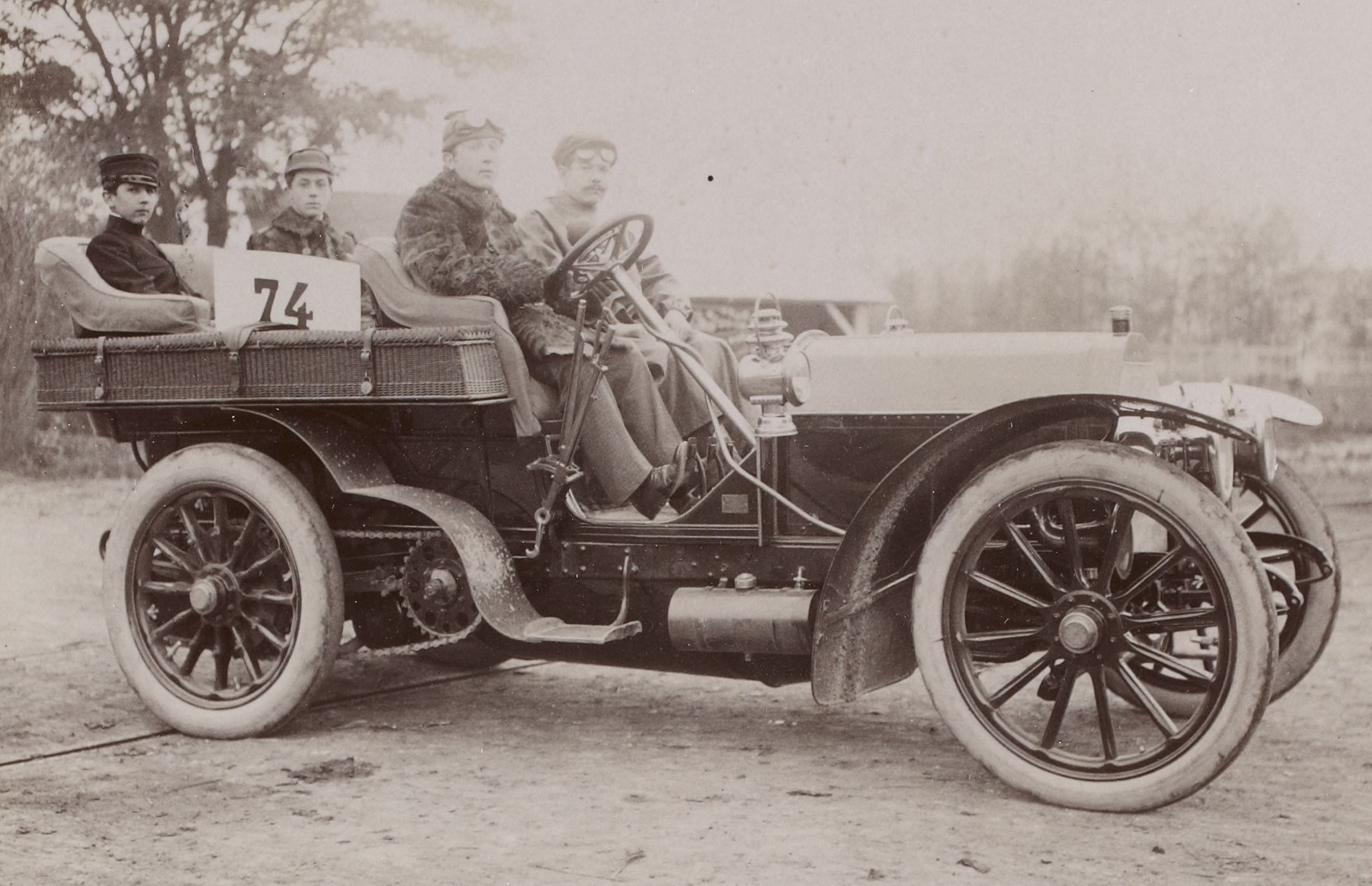
Le Marquis de Lareinty-Tholozan vainqueur de la côte en 1904.
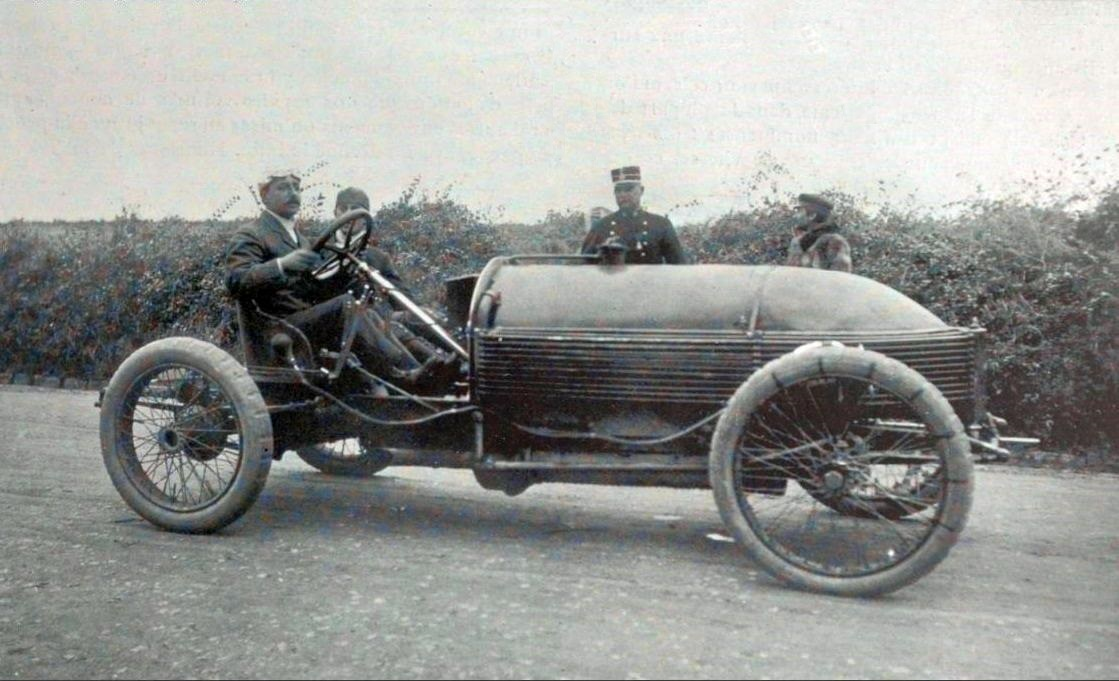
Clifford Earp vainqueur de la côte en 1905, sur Napier.
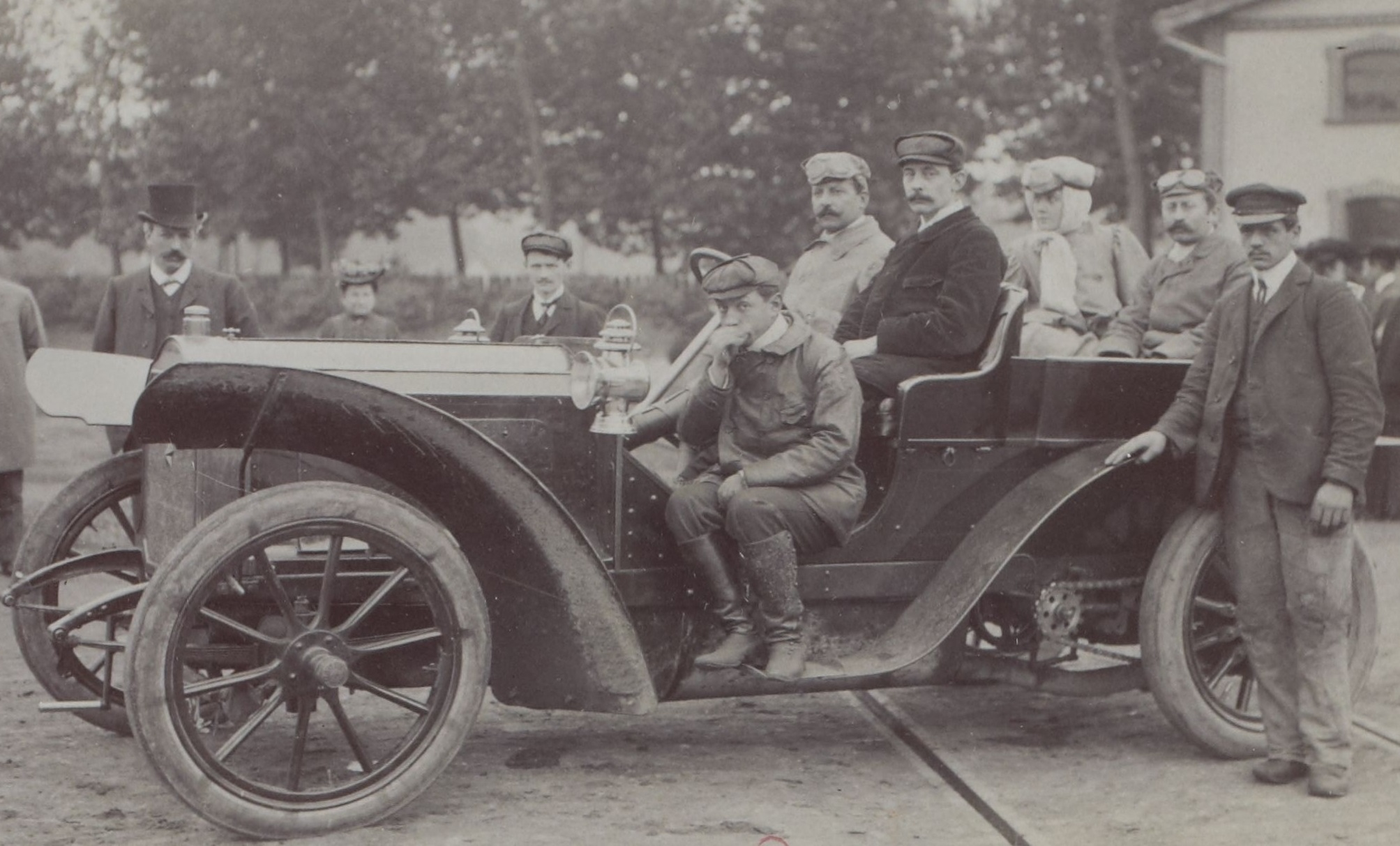
Louis Gasté, vainqueur de catégorie à la côte 1905 (sur Radia).
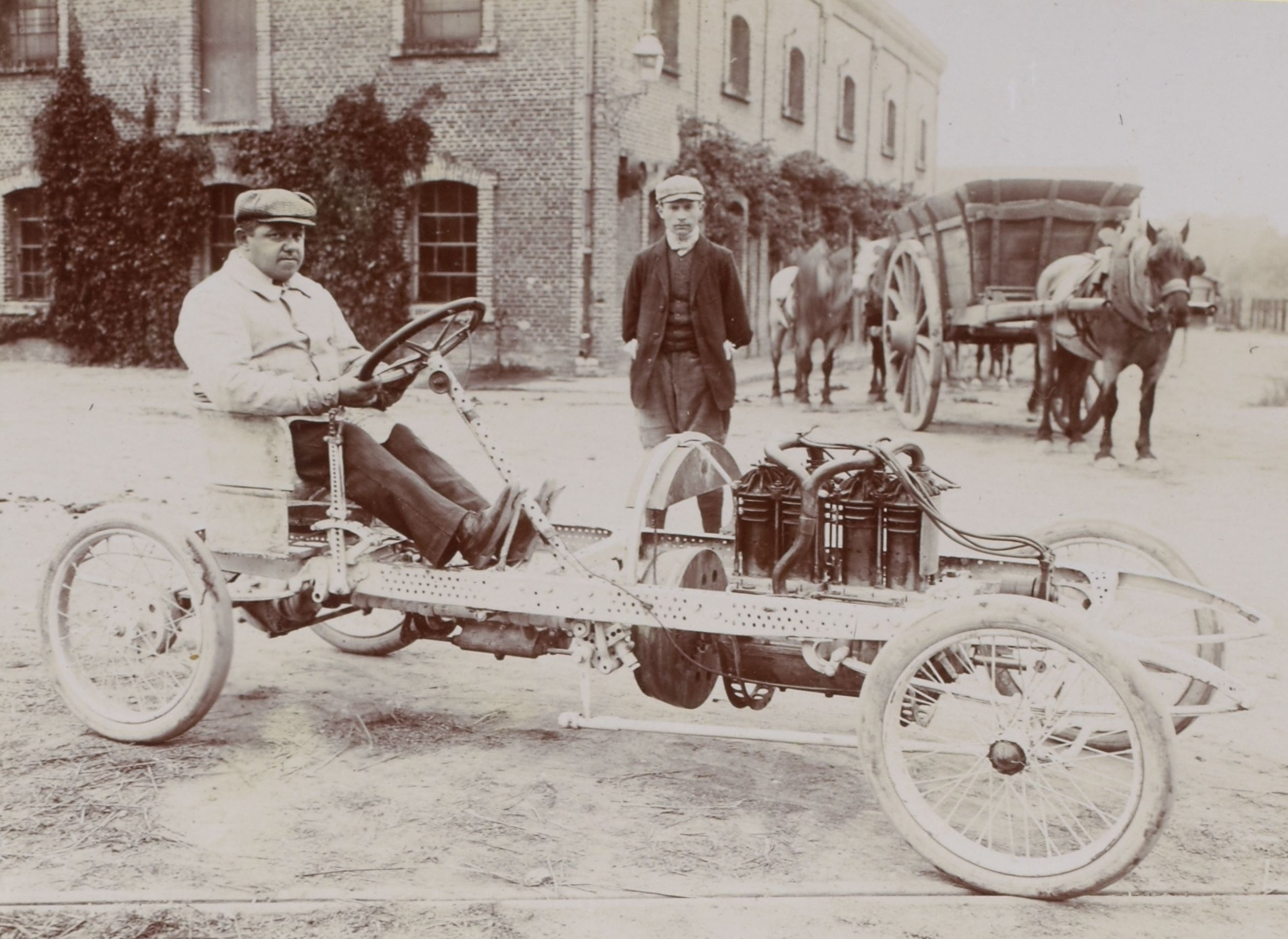
Philippe Barriaux premier des voiturettes sur Vulpès (pneus Hutchinson) en 1907.
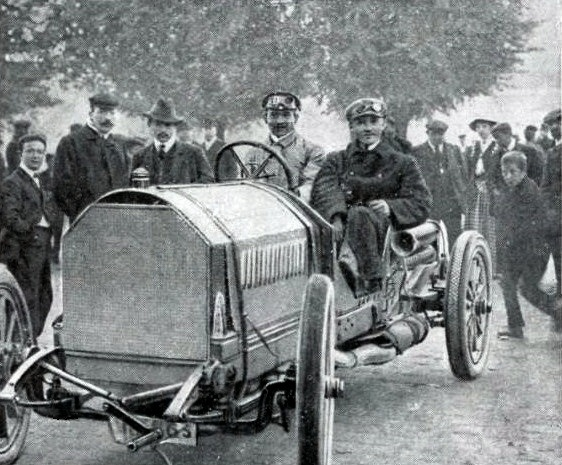
Carl Jörns, vainqueur de la côte de Château-Thierry sur Opel en 1908.
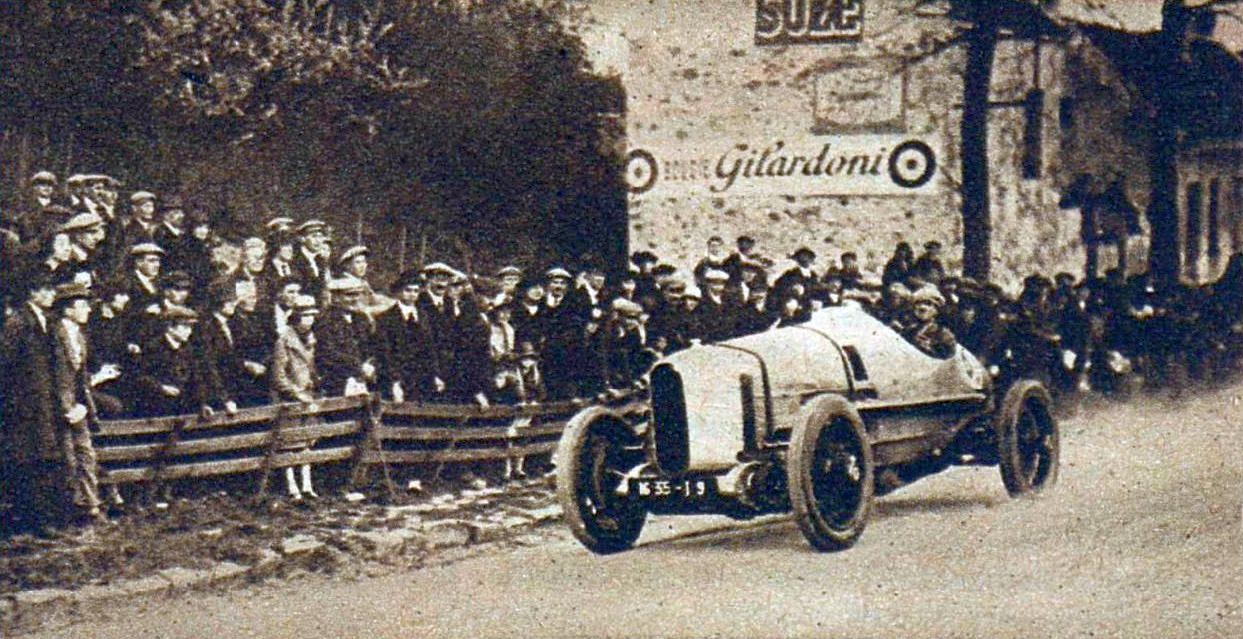
Robert Benoist vainqueur en 1925, sur Delage DH.
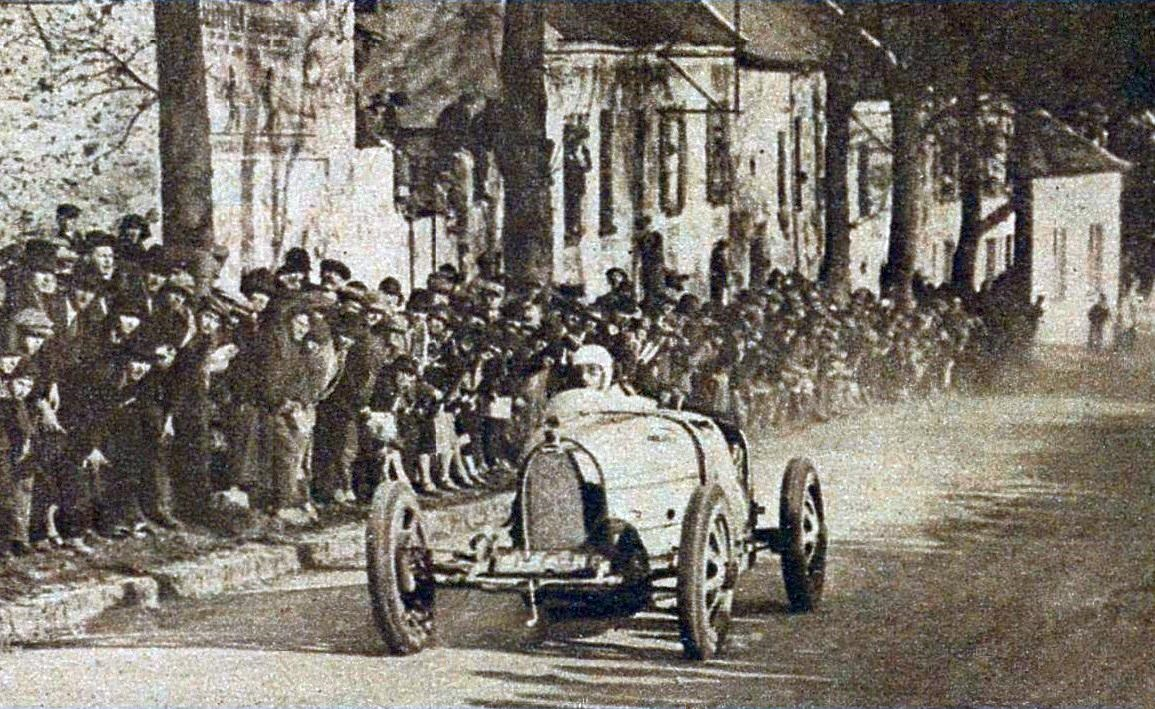
Hervé Chandon vainqueur en avril 1926.
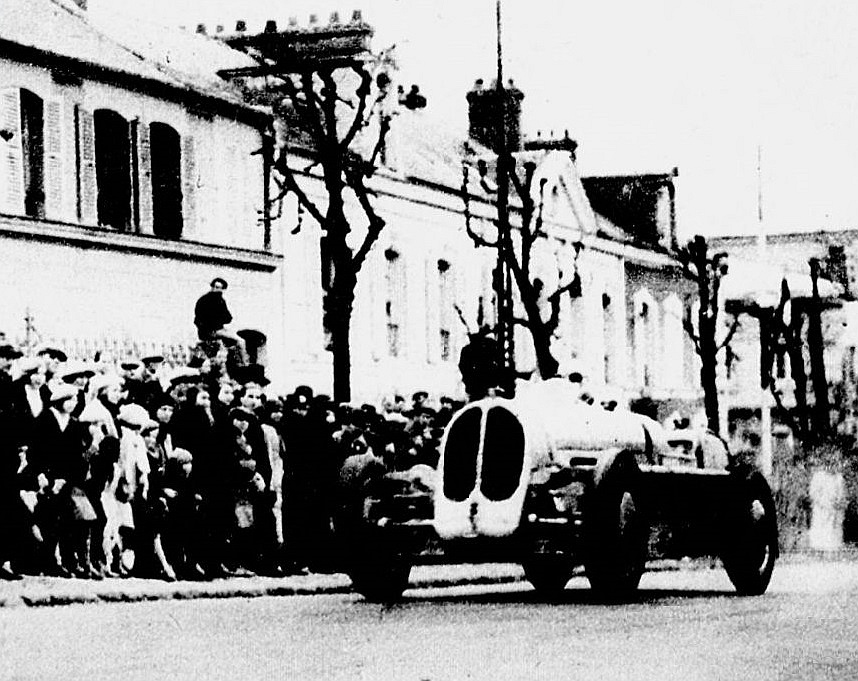
Robert Benoist dix ans plus tard, vainqueur cette fois sur Bugatti T53 (4WD), pour la dernière course.